# 3.ª etapa del Tour de Francia 2019
La 3.ª etapa del Tour de Francia 2019 tuvo lugar el 8 de julio de 2019 entre Binche y Épernay en Bélgica sobre un recorrido de 214 km y fue ganada en solitario por el francés Julian Alaphilippe del Deceuninck-Quick Step, que además se convirtió en el nuevo portador del maillot jaune.

## Clasificación de la etapa
| \| Clasificación de la etapa \| Clasificación de la etapa \| Clasificación de la etapa \| Clasificación de la etapa \| Clasificación de la etapa \| \| Ciclista \| Ciclista \| Equipo \| Tiempo \| \| \| ------------------------- \| ------------------------- \| ------------------------- \| ------------------------- \| ------------------------- \| \| 1.º \| Julian Alaphilippe \| Deceuninck-Quick Step \| 4 h 40 min 29 s \| \| \| 2.º \| Michael Matthews \| Team Sunweb \| + 26 s \| \| \| 3.º \| Jasper Stuyven \| Trek-Segafredo \| + 26 s \| \| \| 4.º \| Greg Van Avermaet \| CCC Team \| + 26 s \| \| \| 5.º \| Peter Sagan \| Bora-Hansgrohe \| + 26 s \| \| \| 6.º \| Matteo Trentin \| Mitchelton-Scott \| + 26 s \| \| \| 7.º \| Sonny Colbrelli \| Bahrain-Merida \| + 26 s \| \| \| 8.º \| Xandro Meurisse \| Wanty-Gobert \| + 26 s \| \| \| 9.º \| Wout van Aert \| Team Jumbo-Visma \| + 26 s \| \| \| 10.º \| Thibaut Pinot \| Groupama-FDJ \| + 26 s \| \| |                    |                       |                 |
| |                    |                       |                 |
| Fuente: ProCyclingStats |                    |                       |                 |
| Clasificación de la etapa |                    |                       |                 |
| Ciclista | Ciclista           | Equipo                | Tiempo          |
| 1.º | Julian Alaphilippe | Deceuninck-Quick Step | 4 h 40 min 29 s |
| 2.º | Michael Matthews   | Team Sunweb           | + 26 s          |
| 3.º | Jasper Stuyven     | Trek-Segafredo        | + 26 s          |
| 4.º | Greg Van Avermaet  | CCC Team              | + 26 s          |
| 5.º | Peter Sagan        | Bora-Hansgrohe        | + 26 s          |
| 6.º | Matteo Trentin     | Mitchelton-Scott      | + 26 s          |
| 7.º | Sonny Colbrelli    | Bahrain-Merida        | + 26 s          |
| 8.º | Xandro Meurisse    | Wanty-Gobert          | + 26 s          |
| 9.º | Wout van Aert      | Team Jumbo-Visma      | + 26 s          |
| 10.º | Thibaut Pinot      | Groupama-FDJ          | + 26 s          |

## Clasificaciones al final de la etapa

### Clasificación general(Maillot Jaune)
| \| Clasificación general \| Clasificación general \| Clasificación general \| Clasificación general \| Clasificación general \| \| Ciclista \| Ciclista \| Equipo \| Tiempo \| \| \| --------------------- \| --------------------- \| --------------------- \| --------------------- \| --------------------- \| \| 1.º \| Julian Alaphilippe \| Deceuninck-Quick Step \| 9 h 32 min 19 s \| \| \| 2.º \| Wout van Aert \| Team Jumbo-Visma \| + 20 s \| \| \| 3.º \| Steven Kruijswijk \| Team Jumbo-Visma \| + 25 s \| \| \| 4.º \| George Bennett \| Team Jumbo-Visma \| + 25 s \| \| \| 5.º \| Michael Matthews \| Team Sunweb \| + 40 s \| \| \| 6.º \| Egan Bernal \| Team Ineos \| + 40 s \| \| \| 7.º \| Geraint Thomas \| Team Ineos \| + 45 s \| \| \| 8.º \| Enric Mas \| Deceuninck-Quick Step \| + 46 s \| \| \| 9.º \| Greg Van Avermaet \| CCC Team \| + 51 s \| \| \| 10.º \| Wilco Kelderman \| Team Sunweb \| + 51 s \| \| |                    |                       |                 |
| |                    |                       |                 |
| Fuente: ProCyclingStats |                    |                       |                 |
| Clasificación general |                    |                       |                 |
| Ciclista | Ciclista           | Equipo                | Tiempo          |
| 1.º | Julian Alaphilippe | Deceuninck-Quick Step | 9 h 32 min 19 s |
| 2.º | Wout van Aert      | Team Jumbo-Visma      | + 20 s          |
| 3.º | Steven Kruijswijk  | Team Jumbo-Visma      | + 25 s          |
| 4.º | George Bennett     | Team Jumbo-Visma      | + 25 s          |
| 5.º | Michael Matthews   | Team Sunweb           | + 40 s          |
| 6.º | Egan Bernal        | Team Ineos            | + 40 s          |
| 7.º | Geraint Thomas     | Team Ineos            | + 45 s          |
| 8.º | Enric Mas          | Deceuninck-Quick Step | + 46 s          |
| 9.º | Greg Van Avermaet  | CCC Team              | + 51 s          |
| 10.º | Wilco Kelderman    | Team Sunweb           | + 51 s          |

### Clasificación por puntos(Maillot Vert)
| Clasificación por puntos | Clasificación por puntos | Clasificación por puntos | Clasificación por puntos | Clasificación por puntos |
| Ciclista                 | Ciclista                 | Equipo                   | Puntos                   |                          |
| ------------------------ | ------------------------ | ------------------------ | ------------------------ | ------------------------ |
| 1.º                      | Peter Sagan              | Bora-Hansgrohe           | 76 pts                   |                          |
| 2.º                      | Michael Matthews         | Team Sunweb              | 59 pts                   |                          |
| 3.º                      | Sonny Colbrelli          | Bahrain-Merida           | 54 pts                   |                          |
| 4.º                      | Mike Teunissen           | Team Jumbo-Visma         | 50 pts                   |                          |
| 5.º                      | Greg Van Avermaet        | CCC Team                 | 40 pts                   |                          |
| 6.º                      | Matteo Trentin           | Mitchelton-Scott         | 38 pts                   |                          |
| 7.º                      | Julian Alaphilippe       | Deceuninck-Quick Step    | 30 pts                   |                          |
| 8.º                      | Jasper Stuyven           | Trek-Segafredo           | 29 pts                   |                          |
| 9.º                      | Giacomo Nizzolo          | Dimension Data           | 21 pts                   |                          |
| 10.º                     | Paul Ourselin            | Total Direct Énergie     | 20 pts                   |                          |

### Clasificación de la montaña(Maillot à Pois Rouges)
| Clasificación de la montaña | Clasificación de la montaña | Clasificación de la montaña | Clasificación de la montaña | Clasificación de la montaña |
| Ciclista                    | Ciclista                    | Equipo                      | Puntos                      |                             |
| --------------------------- | --------------------------- | --------------------------- | --------------------------- | --------------------------- |
| 1.º                         | Tim Wellens                 | Lotto-Soudal                | 7 pts                       |                             |
| 2.º                         | Xandro Meurisse             | Wanty-Gobert                | 3 pts                       |                             |
| 3.º                         | Greg Van Avermaet           | CCC Team                    | 2 pts                       |                             |
| 4.º                         | Julian Alaphilippe          | Deceuninck-Quick Step       | 1 pt                        |                             |
| 5.º                         | Nairo Quintana              | Movistar Team               | 1 pt                        |                             |

### Clasificación del mejor joven(Maillot Blanc)
| Clasificación del mejor joven | Clasificación del mejor joven | Clasificación del mejor joven | Clasificación del mejor joven | Clasificación del mejor joven |
| Ciclista                      | Ciclista                      | Equipo                        | Tiempo                        |                               |
| ----------------------------- | ----------------------------- | ----------------------------- | ----------------------------- | ----------------------------- |
| 1.º                           | Wout van Aert                 | Team Jumbo-Visma              | 9 h 32 min 39 s               |                               |
| 2.º                           | Egan Bernal                   | Team Ineos                    | + 20 s                        |                               |
| 3.º                           | Enric Mas                     | Deceuninck-Quick Step         | + 26 s                        |                               |
| 4.º                           | David Gaudu                   | Groupama-FDJ                  | + 37 s                        |                               |
| 5.º                           | Maximilian Schachmann         | Bora-Hansgrohe                | + 51 s                        |                               |
| 6.º                           | Gregor Mühlberger             | Bora-Hansgrohe                | + 51 s                        |                               |
| 7.º                           | Tiesj Benoot                  | Lotto-Soudal                  | + 59 s                        |                               |
| 8.º                           | Giulio Ciccone                | Trek-Segafredo                | + 1 min 23 s                  |                               |
| 9.º                           | Gianni Moscon                 | Team Ineos                    | + 2 min 13 s                  |                               |
| 10.º                          | Nils Politt                   | Katusha-Alpecin               | + 3 min 51 s                  |                               |

### Clasificación por equipos(Classement par Équipe)
| Clasificación por equipos | Clasificación por equipos | Clasificación por equipos | Clasificación por equipos |
| Equipo                    | Equipo                    | Tiempo                    |                           |
| ------------------------- | ------------------------- | ------------------------- | ------------------------- |
| 1.º                       | Team Jumbo-Visma          | 29 h 07 min 04 s          |                           |
| 2.º                       | Team Sunweb               | + 1 min 44 s              |                           |
| 3.º                       | EF Education First        | + 1 min 57 s              |                           |
| 4.º                       | Ineos                     | + 2 min 04 s              |                           |
| 5.º                       | Groupama-FDJ              | + 2 min 08 s              |                           |
| 6.º                       | Mitchelton-Scott          | + 2 min 44 s              |                           |
| 7.º                       | Astana                    | + 2 min 49 s              |                           |
| 8.º                       | Bora-hansgrohe            | + 3 min 04 s              |                           |
| 9.º                       | Bahrain-Merida            | + 3 min 37 s              |                           |
| 10.º                      | Dimension Data            | + 4 min 14 s              |                           |

## Abandonos
Ninguno.